# Robert Ian Winstin
Robert Ian Winstin (Chicago, 6 giugno 1959 – Virginia, 26 giugno 2010) è stato un compositore, direttore d'orchestra e pianista statunitense.

## Biografia
Il concerto per violini e orchestra intitolato Taliban Dances fu definito come un "capolavoro" dalla rivista di musica classica American Record Guide. I suoi "Spirituals for Violin & Orchestra" furono presentati in anteprima alla Carnegie Hall.
La sua musica è stata eseguita in tutto il mondo da orchestre come la Filarmonica di Rochester, la Toronto Philharmonia, l'American Symphonietta, la Filarmonica di Kiev, l'Orchestra sinfonica di Galesburg, la Filarmonica Ceca, la Prague Radio Symphony Orchestra. Winstin è stato direttore musicale e direttore principale della Millennium Symphony, compositore in residenza della Filarmonica di Kiev, direttore musicale e direttore principale dell'American Symphonietta e direttore principale ospite della Filarmonica di Kiev.

Inoltre, ha diretto la Virginia Youth Symphonic Orchestra, a Portsmouth, in Virginia .
In qualità di direttore, Winstin ha registrato oltre 50 brani musicali di compositori viventi, edd in particolare ha diretto la serie di registrazioni Masterworks of the New Era. Era un presidente della Mayor's Arts Commission (IL) e un presidente della Foundation for New Music.
Si spense in Virginia a causa di un ictus sabato 26 giugno 2010.

## Opere selezionate
- September 11, 2001 - 9:05am
- Taliban Dances
- Oedipus Requiem
- la colonna sonora per la riedizione del 1904 del film muto Viaggio nella Luna